# Сесак (кантон)
Сеса́к (фр. Saissac) — кантон во Франции, находится в регионе Лангедок — Руссильон, департамент Од. Входит в состав округа Каркасон.
Код INSEE кантона — 1128. Всего в кантон Сесак входят 8 коммун, из них главной коммуной является Сесак.

## Коммуны кантона
| Коммуна         | Население, чел. (1999) | Почтовый индекс | Код INSEE |
| --------------- | ---------------------- | --------------- | --------- |
| Брус-э-Вилларе  | 307                    | 11390           | 11052     |
| Кюксак-Кабардес | 854                    | 11390           | 11115     |
| Лакомб          | 114                    | 11310           | 11182     |
| Лапрад          | 80                     | 11390           | 11189     |
| Сен-Дени        | 389                    | 11310           | 11339     |
| Сесак           | 923                    | 11310           | 11367     |
| Фонтье-Кабардес | 324                    | 11390           | 11150     |
| Фрес-Кабардес   | 109                    | 11600           | 11156     |

## Население
Население кантона на 1999 год составляло 3 100 человек.
| 1962 | 1968 | 1975 | 1982 | 1990 | 1999 | 2006 | 2007 |
| ---- | ---- | ---- | ---- | ---- | ---- | ---- | ---- |
| 2122 | 2466 | 2424 | 2519 | 2775 | 3100 | -    | -    |